# 聖馬賽厄斯鎮區 (明尼蘇達州克羅溫縣)
聖馬賽厄斯鎮區（英語：St. Mathias Township）是位於美國明尼蘇達州克羅溫縣的一個行政鎮區。

## 地方資料
聖馬賽厄斯鎮區的面積為93.11平方千米，當中陸地面積為91.75平方千米，而水域面積為1.36平方千米。根據2020年美國人口普查的數據，當地共有人口606人，而人口密度為每平方千米6.51人。